# Чарнота, Павел
Павел Чарнота (пол. Paweł Czarnota; род. 14 мая 1988, Олькуш) — польский шахматист, гроссмейстер (2006).
В составе национальной сборной участник 37-й Олимпиады в Турине.

## Изменения рейтинга
| Графики недоступны из-за технических проблем. См. информацию на Фабрикаторе и на mediawiki.org. |